# Илиамна
Илиамна (на английски: Iliamna Lake) е езеро в САЩ, в южната част на щата Аляска, най-голямото в щата с площ 2622 km², обем 115,31 km³ и максимална дълбочина 301 m, средна – 44 m.
Езерото е с ледниково-тектонски произход, разположено на 15 m н.в. в основата на полуостров Аляска, в северозападното подножие на Алеутския хребет. Северните и западните му брегове са ниски, на места заблатени, а южните и източните – преобладаващи високи и стръмни. В него се вливат две по-големи реки: Нюхелен (85 km, от север) и Пил Ривър (от североизток), подхранването на които е предимно снежно. От югозападния му ъгъл изтича река Квичак (80 km), вливаща се в залива Квичак, съставна част на големия Бристолски залив на Берингово море. От края на януари до средата на май езерото Илиамна е покрито с лед. През лятото температурата на водата му достига до 10°С.
По брега му са разположени 4 малки селища: Нюхелен (най-голямо), Илиамна, Каханок и Педро Бей. Водите му обитават 28 вида риби, в т.ч. и рядката червена сьомга. Езерото е открито и първично изследвано от руския ловец на животни с ценни кожи Василий Иванов през 1791 г.